# O Mal-Amado
O Mal-Amado (1973) é um filme português de Fernando Matos Silva, produzido pelo Centro Português de Cinema, cooperativa que agrupava uma boa parte dos jovens cineastas do Novo Cinema. A obra foi proibida pelo regime fascista, ainda vigente, e o seu negativo apreendido. Só após a Revolução de 25 de Abril de 1974 o filme pôde ser exibido.
Estreou no cinema Satélite, em Lisboa, a 3 de Maio de 1974.

## Ficha sumária
- Argumento: Fernando Matos Silva e Álvaro Guerra
- Realizador: Fernando Matos Silva
- Produção: Centro Português de Cinema
- Rodagem: Abril/Junho de 1972
- Exteriores: Lisboa (Campo de Ourique) e Alentejo
- Formato: 35 mm p/b
- Género: ficção (drama social)
- Duração: 97’
- Distribuição: Distribuidores Reunidos
- Ante-estreia: Tóbis Portuguesa (em sessão privada) a 28 de Dezembro de 1973
- Estreia: Cinema Satélite, em Lisboa, a 3 de Maio de 1974

## Sinopse
«João, com cerca de vinte e cinco anos, decide abandonar os estudos, pouco antes de ir para a tropa. Soares, o pai - funcionário público zeloso, com influências e amizades - arranja-lhe um emprego transitório. Colocado numa secção de mulheres, a sua chefe, Inês, marcando a situação de favor de João, transfere para ele uma paixão frustrada pelo irmão, morto na guerra colonial, enquanto João começa a namorar Leonor, uma colega. Por mero acaso de ciúme, Inês acaba por abatê-lo, com um tiro de pistola»

## Ficha artística
- João – João Mota
- Inês – Maria do Céu Guerra
- Leonor – Zita Duarte
- Soares (pai) – Fernando Gusmão
- Mariana (mãe) – Helena Félix
- Fadista – Maria do Rosário Bettencourt
- Gémeas – Ana Paula e Alice Barbosa Ferreira

## Ficha técnica
- Realizador – Fernando Matos Silva
- Assistentes de realização – José Nascimento e Francisco Manso
- Anotação: Francisco Machado
- Fotografia – Manuel Costa e Silva
- Assistente de imagem – Pedro Efe
- Iluminação – Manuel Carlos Silva e Carlos Manuel da Silva
- Electricistas – Laurentino da Silva, João de Almeida, José Simões
- Decoração – Mário Alberto
- Director de som – Alexandre Gonçalves
- Operadores de som – João Diogo, José de Carvalho e Luís Filpe
- Música – Luís de Freitas Branco
- Canções – Camaradas de João Aboim; fado por Maria do Rosário Bettencourt
- Montagem – Fernando Matos Silva e Alexandre Gonçalves
- Assistente de montagem: Teresa Olga
- Estúdios – Tóbis Portuguesa

## Festivais e prémios
- Prémio da Imprensa (1974) "Prémio de Longa Metragem" na categoria "Cinema" da Casa da imprensa[2]
- Festival Internacional de Mannheim-Heidelberg, 1974 – Prémio: Interfilm Award